# 葦津洗造
葦津 洗造（あしづ せんぞう、1875年 - 1927年1月3日）は、日本の神職。筥崎宮宮司。

## 経歴
福岡市出身。筥崎宮の社家に生まれる。筥崎宮宮司と香椎宮宮司を務めた葦津磯夫の長男、葦津耕次郎の兄、葦津珍彦の伯父。
1891年福岡県立尋常中学修猷館を経て、神宮皇學館を卒業。1904年高良神社宮司となり、1908年筥崎宮宮司に就任。その後終生同宮に奉じた。
1913年福岡県神職会（福岡県神社庁の前身）副会長に推され、没するまでその地位にあった。